# Full Fathom Six
Full Fathom Six è il terzo e ultimo album della band italiana Six Minute War Madness, edito nel 2000.

## Tracce
1. Gli incubi
2. (Traccia audio senza titolo)
3. Uomini cattivi non ho più l'età per lasciarli vivi
4. Full fathom six
5. (Traccia audio senza titolo)
6. Un filo di vita
7. (Traccia audio senza titolo)
8. VI Moravia
9. Prima noia
10. Come un soffio
11. (Traccia audio senza titolo)
12. Tokyo
13. (Traccia audio senza titolo)
14. Washington che urla
15. (Traccia audio senza titolo)
16. Panorama

## Musicisti
- Voce: Federico Ciappini
- Chitarra: Paolo Cantù
- Chitarra: Xabier Iriondo
- Basso: Massimo Marini
- Tastiere ed effetti: Fabio Magistrali
- Batteria: Jack Fontana